# Belp
Belp es una comuna suiza del cantón de Berna, situada en el distrito administrativo de Berna-Mittelland. 
Hasta el 31 de diciembre de 2009 situada en el distrito de Seftigen.

## Etimología
El nombre Belp no parece tener un significado histórico. En 1239 el lugar fue documentado bajo el nombre de Pelpa, este nombre provendría del celta y significa recodo, viraje y designa el lugar en el que se encuentra el viraje del río Gürbe. También existe la posibilidad que el nombre provenga del vocablo galo romano Balbia que significa barranco.

## Geografía
La comuna de Belp se encuentra en la entrada del valle del Gürbe, a 10 km de la ciudad de Berna en dirección del lago de Thun. Cerca de las praderas del río Aar existe un terreno natural protegido único en Suiza. Aunque la comuna se encuentre cerca de la ciudad de Berna, ésta conserva su aspecto rural. 
Belp limita al norte con las comunas de Kehrsatz y Muri bei Bern, al este con Allmendingen bei Bern, Rubigen y Münsingen, al sur con Gerzensee, Gelterfingen y Toffen, y al oeste con Wald.

## Historia
Búsquedas arqueológicas sugieren que los alrededores de Belp estaban poblados desde 1200 a. C. La primera mención de Belp fue en el 1107. La iglesia de Belp es incluida por primera vez en la lista de iglesias de la diócesis de Lausana en 1228. 
En el burgo de Hohburg, construido en 1125, residían los barones de Belp-Montenach. En 1298 los barones combatieron de lado de Friburgo contra la ciudad de Berna y fueron derrotados en las batallas de Dornbühl y Niederwangen, desatando la destrucción de su castillo. En 1306, Berna impone a los barones de Belp un tratado de comburguesía, que les concede un nuevo castillo en el pueblo (Hölzernes Schloss, hacia el 1327). 
Con la extinción de la línea Belp-Montenach, la baronía pasó a manos de los patricios berneses, vecino de Belp, detenedores de la alta y baja justicia: los Wabern en 1383, vom Stein y Luternau en 1491, Luternau en 1550 (construcción del Castillo viejo), Stürler en 1624 (ampliación del castillo), Muralt en 1700 y Wattenwyl en 1721. Con la abolición del feudalismo y la caída de Berna en 1798, la baronía de Belp cayó también. En 1810 el Estado de Berna compró el castillo a Karl von Wattenwyl e instaló la administración del distrito en él. 
En el 2007 comenzó la construcción de la primera iglesia Ortodoxa Serbia en Suiza. Capital del antiguo distrito de Seftigen hasta el 31 de diciembre de 2009. Desde el 1 de enero de 2012 la comuna incluye igualmente el territorio de la antigua comuna de Belpberg.

## Población
Con el aumento de la población cambió la estructura social de la comuna. El porcentaje de personas ocupadas en el sector primario no para de bajar. En 1990 sólo el 3,75% trabajaba en el sector, mientras que el 1950 todavía era el 17,6%, en 1930 el 20,3%, y en 1910 casi el 33%. El carácter de pueblo campesino se pierde cada vez más.  
El 1 de enero de 2008 la comuna de Belp tenía una población de 9915 habitantes, por lo que está cerca de ser declarada ciudad (en Suiza se necesita pasar la barrera de los 10000 hab). A partir de los años 1960 la población de la comuna ha aumentado considerablemente, transformándola de una comuna rural a una comuna de aglomeración.
La población es mayoritariamente protestante (71% en 200), mientras que los católicos ocupan el segundo lugar (14%). La lengua oficial es el alemán considerada como lengua materna por el 92,5% de la población, seguido por las lenguas balcánicas (3,5% aprox.), el francés (1,16%) y el italiano (1,12%).

## Economía

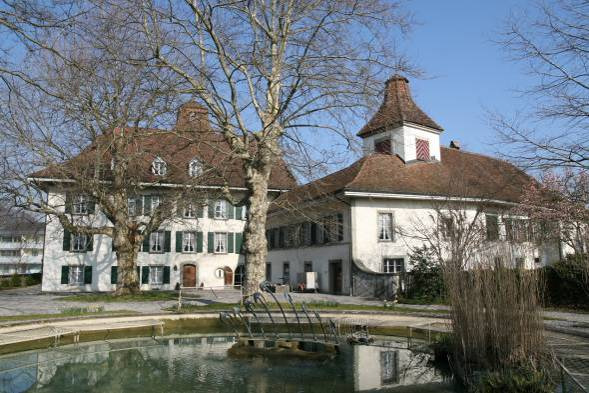
Castillo de Belp.

Belp es sede de empresas tales como:
- Alupak, empaques de aluminio
- Eichhof, centro de distribución de bebidas
- Heliswiss, compañía de helicópteros fundada en 1953
- Hirsig, fabricación de recipientes para bebidas

## Transporte
Ferrocarril
En ella efectúan parada trenes de cercanías de la red S-Bahn Berna. Por la estación pasa la siguiente línea
- Línea Ferroviaria regional BLS Berna – Belp – Thun

Otros transportes
- Línea de autobuses RBS hacia Berna y Konolfingen.
- Autopista A6,  14 Rubigen
- Aeropuerto de Berna-Belp, que sirve como aeropuerto a la ciudad de Berna.

## Ciudades hermanadas
- Telč (desde 1994)